# Lótenyésztés

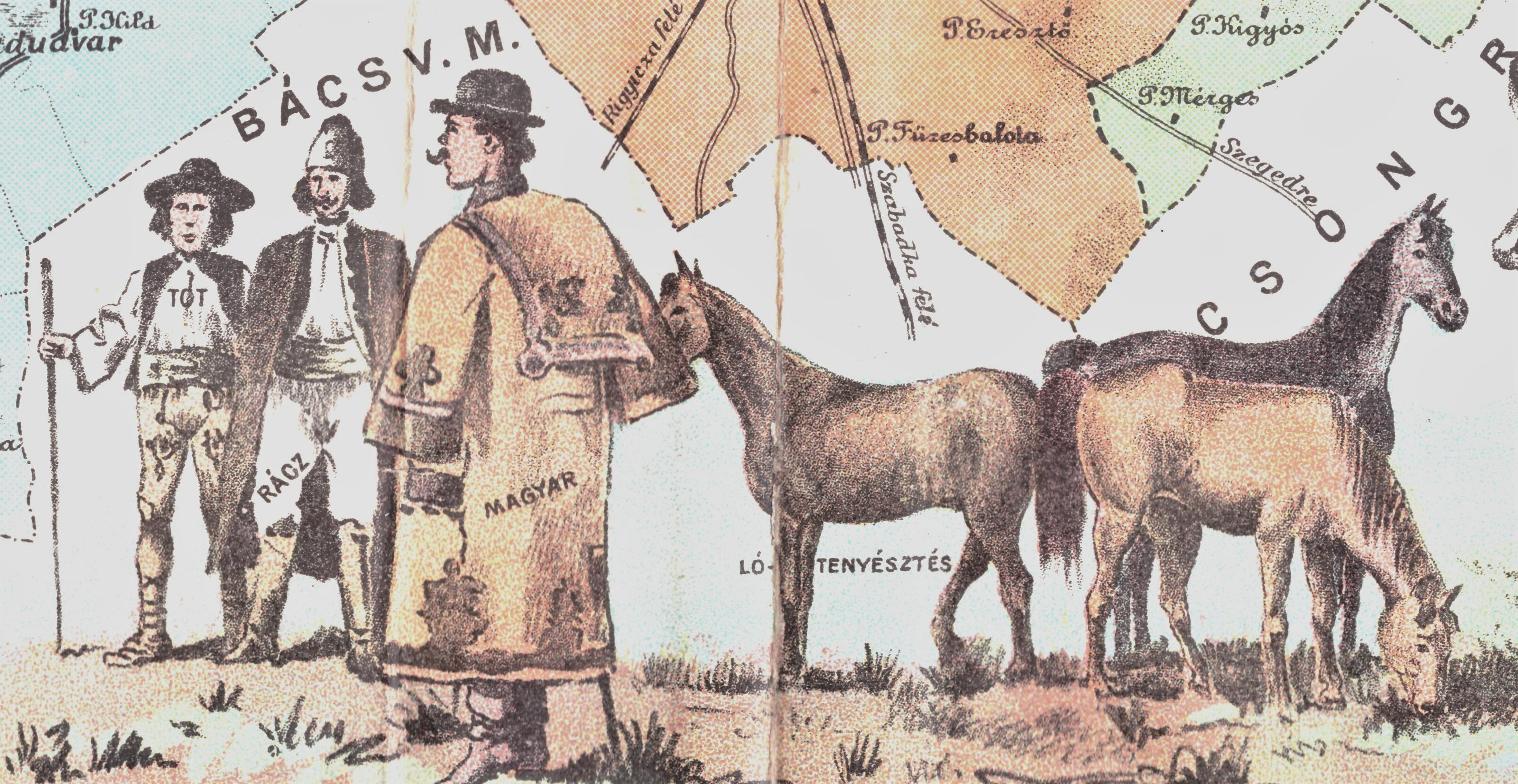
Lótenyésztés az Alföldön

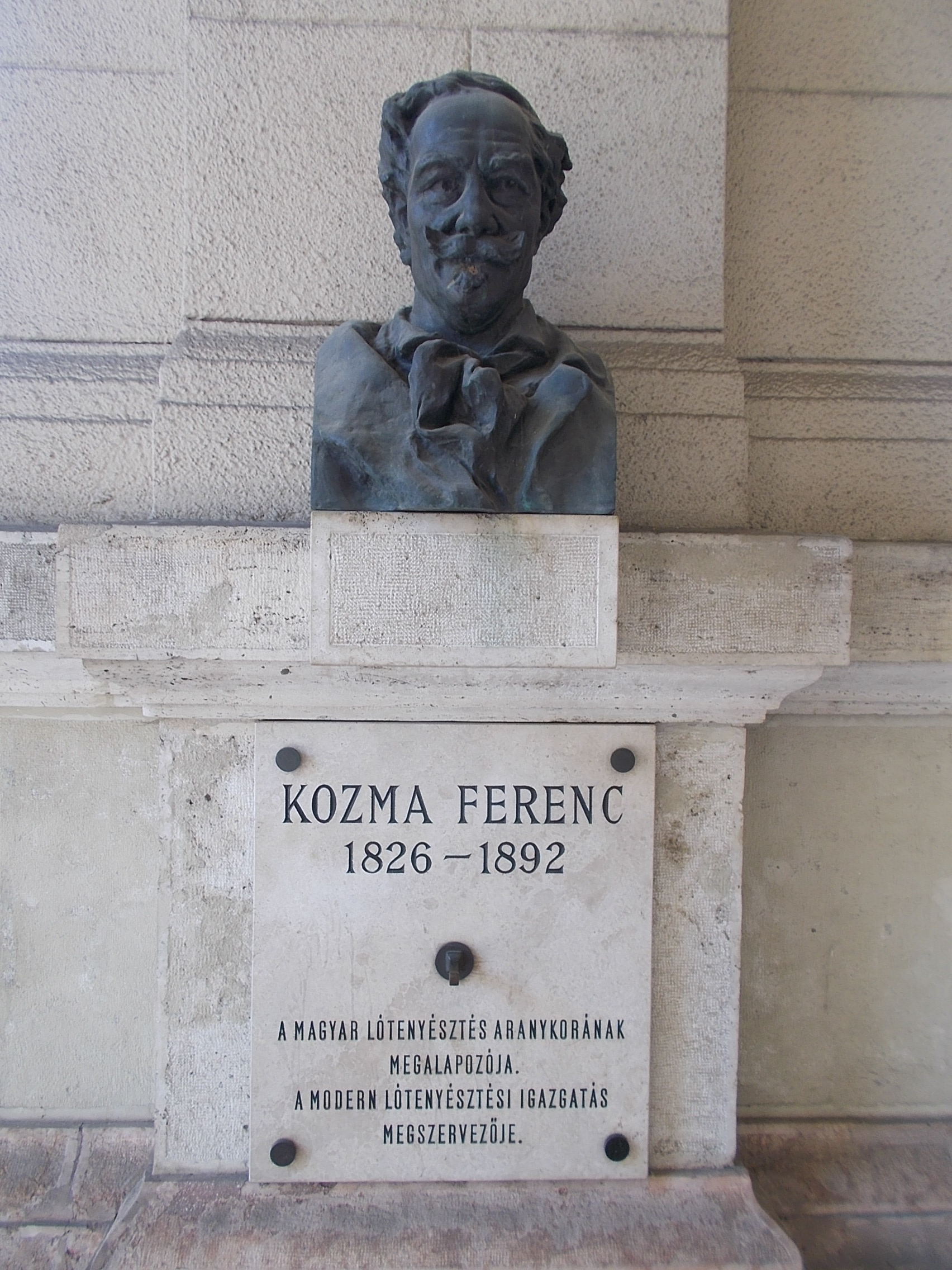
Kozma Ferenc mellszobra a Lipótvárosban, Zala György alkotása

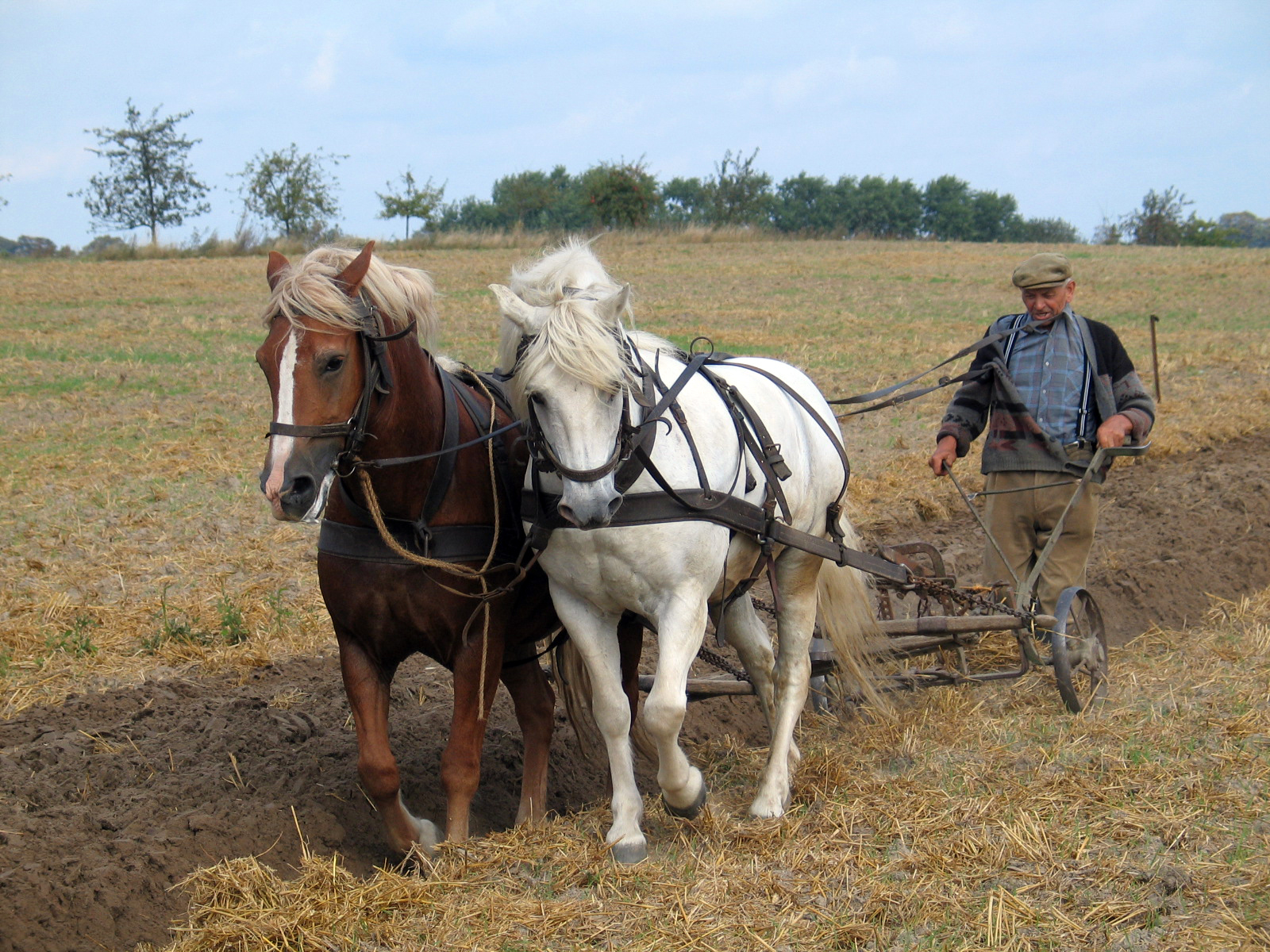
Gazdasági hasznosítás

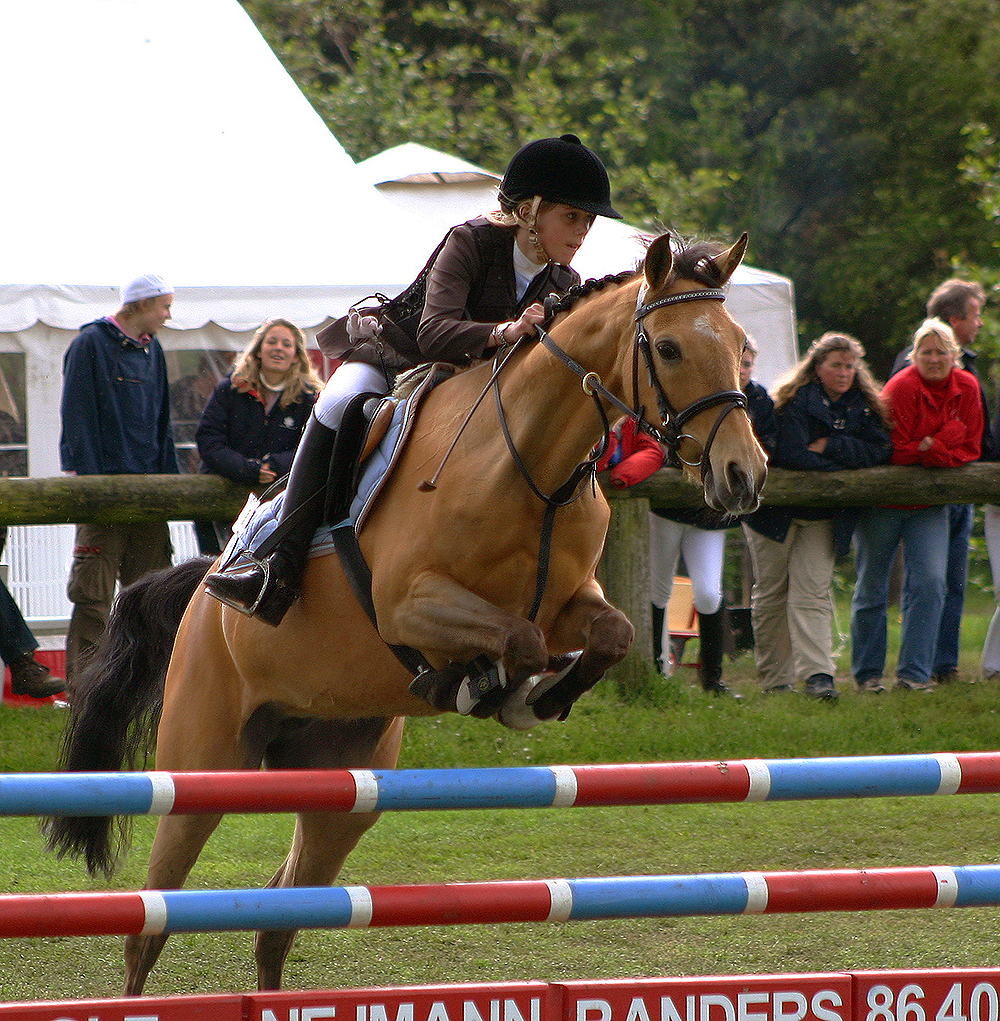
A fejlett országokban mára döntően a sportló lett a lótenyésztés célja

A lótenyésztés az állattenyésztés egyik fontos ágazata, amely évszázadok óta alapvető szerepet játszik az emberi civilizáció fejlődésében. A különböző lótenyésztési módszerek és fajták kialakítása jelentős gazdasági, kulturális és sportcélokat szolgáltak, hozzájárulva a közlekedés, mezőgazdaság és szabadidős tevékenységek fejlődéséhez. A lótenyésztés nemcsak a lóállomány fenntartásáról és szaporításáról szól, hanem a lovak egészségének, teljesítőképességének és genetikai adottságainak optimalizálásáról is. A modern lótenyésztésben jelentős figyelmet fordítanak a genetikai kutatásokra, az egyedi tulajdonságok fejlesztésére és az állatjóléti szempontok biztosítására.

## Története
A lótenyésztés és lótartás története szorosan összefügg az emberiség fejlődésével, a lovak háziasítása körülbelül 4000–3500 évvel ezelőttre, a mai Közép-Ázsia területére tehető. Az arab világban a lovak tenyésztése szigorú hagyományokon alapult, amelyek célja nemcsak a lovak harci és szállítási képességeinek fejlesztése volt, hanem a tiszta vérvonalak megőrzése is. Az arab lovak kiváló fizikai tulajdonságai és alkalmazkodóképessége miatt a világ minden táján elismerték őket, és jelentős hatást gyakoroltak más lófajták kialakítására.
Az ókori civilizációk, mint Egyiptom, Görögország és Róma, szintén nagyra értékelték a lovakat, amelyeket harci szekerek húzására, kereskedelemre és sportcélokra használtak. Később, a középkorban, a lovagi kultúra és a háborús hadviselés fejlődése révén a lovak katonai jelentősége tovább növekedett. Az erős és gyors harci lovak tenyésztése kulcsfontosságú volt a középkori hadseregek számára.
A modern lótenyésztés a 18. században Angliában indult fejlődésnek, különösen a verseny- és munkalovak célzott tenyésztésével. Az angol telivér a gyorsaságra és kitartásra nemesített fajták egyik legismertebb példája, amely a lóversenyzés alapvető fajtájává vált. Az angol lótenyésztési gyakorlatok és szabályok világszerte elterjedtek, és a lótenyésztés modern alapjainak megteremtéséhez vezettek.
Az ipari forradalom előtt a lovak nélkülözhetetlen szerepet játszottak a mezőgazdaságban, a szállításban és a katonai logisztikában. Az ipari és közlekedési fejlődés ugyan csökkentette a lovak szerepét ezekben a területekben, de a 19. század végétől kezdve a lósport, a hobbilótartás és a különleges tenyésztési célok, például rendőrlovak vagy terápiás lovak kialakítása új lendületet adott a lótenyésztésnek.
Napjainkban a lótenyésztés számos célt szolgál, a versenysportoktól kezdve a hobbi- és terápiás célokon át egészen a kultúrtörténeti örökségek megőrzéséig. A genetikai kutatások és az állatorvosi ellátás fejlődése lehetővé tette a fajták továbbtenyésztését és a lovak életkörülményeinek javítását.

## Története Magyarországon
A magyarság mint jellegzetes lovasnép tűnt fel Európában és a lótartás terén mindig jelentős szerepet vitt; a magyarországi lóvásárokról pl. a 15. század első felében Bertrandon de la Broquière francia lovag is bámulattal emlékezett meg. A  magyar lovaskatonaság példaadó jelentőségét jellemzően mutatja a huszárság európai elterjedése.
A magyar ló történetét négy korszakra szokták osztani: a honfoglalás korabeli magyar ló kora, az arab ló hatásának korszaka, a spanyol ló divatja és az angol telivér korszaka.
A legkésőbbik korszakban került ide hadizsákmányul Franciaországból a Nonius nevű anglonormann mén 1816-ban; ezzel a mezőhegyesi ménesben alapítottak fajtát. A magyar lótenyésztés a világháború után új irányt vett, amennyiben a lótenyésztésben vidékenként és kerületenként a talajnak és a takarmányozási lehetőségeknek legmegfelelőbb, egyöntetű fajta tenyésztését tűzték ki célul. A gazdagabb, jó földű részeken a sok takarmányt igénylő, legerősebb magyar lovat, a „Nonius“-t, míg az ország legnagyobb részén az angol félvért, hegyesebb vidékeken a lipicai fajtát, a Kárpátalján az ősi huzult v. hegyi tarpánt, a nyugati megyékben a nórit tenyésztik. E tenyészkerületek mén szükségletét elsősorban az állami ménesekből, másodsorban magánménesekből fedezik. A bábolnai m. kir. állami ménes bármely fajtához tartozó tenyészkerületbe a nemességet, keménységet, igénytelenséget,jó mozgást adó és örökítő arabs teli- vért, arabs fajtát és az Erdélyből Bábolnára került lipicai fajtát, a mezőhegyesi magyar királyi állami ménes a nagy és kis Nonius (anglonormann) a Furioso és Northstar erősebb angol félvér és a Gidrán, angol-arabs méneket, a kisbéri m. kir. állami ménes az angol telivér méneket és az angol félvér méneket, a turjaremetei magyar királyi állami ménes Kárpátalján a húzni méneket tenyészti. A nyugat-magyarországi hidegvérű tenyész-kerület ménjeit Belgiumból, Németországból, főképpen a Rajna vidékéről vagy magyar magántenyésztőktől vásárolja. 
1868-ban magyar-osztrák vegyes bizottság szállt ki Mezőhegyesre az ingó és ingatlan vagyon számbavételére. A magyar bizottság vezetője Kozma Ferenc volt. 1869. január 1-jén történt Mezőhegyes végleges átadása magyar vezetésbe. Kozma Ferenc azonnal megkezdte a méntelepek újjászervezését, nevezetesen Bábolnán tiszta arab, Kisbéren telivér angol, Mezőhegyesen és Fogarason többféle kitűnő fajtát hozott be, és nemes fajokból elárasztotta az országot elsőrendű ménlovakkal.
Az 1885-ös országos kiállításon rendezett lókiállítás a maga nemében páratlan volt Európában.

## A ló
A ló (Equus caballus) közel hatezer éve társa az embernek. A ló evolúciója 70 millió év alatt ment végbe. A vadló az amerikai kontinensen kihalt, csak az eurázsiai kontinensen maradt fenn.
Az ember és a vadló első találkozása ugyanúgy a vadász és a zsákmány találkozása volt, mint a többi állat esetében. A ló háziasítására az i. e. 4. évezredben került sor. Kezdetben békés célra használták a lovakat, teherszállításra, igásállatként, illetve hátaslóként. Az újabb történelemformáló korszakot a lovasnomád népek jelentették, a lovas harcászat elterjesztésével. A lovassportok ugrásszerű fejlődésével a fejlett országokban mára döntően a sportló lett a lótenyésztés célja, noha a fejlődő világban a lovak legtöbbje ma is gazdasági munkát végez. Egyes lovasnomád múltú népeknél napjainkban is fejik a lovat, a ló húsa pedig egyik-másik nyugati országban a gazdagok asztalára is kerül. 

### Egyes lófajták
A lófajtákat többféle szempont alapján csoportosíthatjuk. A melegvérű lófajták közül nemzetközileg elterjedtek az arab ló és az angol telivér, magyar fajták a kisbéri félvér, gidrán, nóniusz. Hidegvérű lófajták például a belga-ardenni ló, a magyar hidegvérű ló, a muraközi ló, a percheron. Az ember környezetének védelme, az erdők egészségének megőrzése, megújulásának biztosítása a hidegvérű lófajták reneszánszát hozta. További csoportot képeznek a pónifajták: shetland póni, welsh póni stb.

### A lóállomány
| Afrika                  | 4,9  | 8   | 13  | 2   |
| Észak- és Közép-Amerika | 14,1 | 24  | 129 | 19  |
| Dél-Amerika             | 15,6 | 27  | 97  | 14  |
| Ázsia                   | 16,2 | 28  | 289 | 43  |
| Európa                  | 7,0  | 12  | 124 | 18  |
| Óceánia                 | 0,4  | 1   | 22  | 3   |
| Világ                   | 58,2 | 100 | 674 | 100 |

A különböző statisztikai adatok szerint a világ lóállománya 60-65 millió. A KSH 2009. december 1-jei összeírása szerint Magyarország lóállománya 61 ezerre tehető.[forrás?]
A ló rokon fajai közül a házi szamarat tenyésztik, amely az afrikai vadszamár háziasított változata. A ló és a házi szamár hibridje az öszvér. A világ háziszamár-állománya 40 millióra, az öszvérek állománya 15 millióra tehető.